# Benés (antic municipi)
|  | Aquest article és sobre l'antic municipi d'aquest nom. Per al poble, vegeu Benés. |

| \| ← \| 1812 — 1972 \| → \|                     |                    |   |
| Escut d'armes                                   |                    |   |
| Benés dins de Sarroca de Bellera                |                    |   |
| Període històric                                | Edat Contemporània |   |
| • Creació del municipi '('Constitució de Cadis) | 1812               |   |
| • Annexió a Sarroca de Bellera (Pallars Jussà)  | 1972               |   |
| Superfície                                      |                    |   |
| • 1972                                          | 62,44 km2          |   |
| ←                                               | 1812 — 1972        | → |

L'antic municipi de Benés era un municipi situat en totes les divisions comarcals a la comarca de l'Alta Ribagorça, però agregat el 1972 al municipi de Sarroca de Bellera, del Pallars Jussà. Per tant, es pot dir que l'antic municipi ribagorçà de Benés és actualment considerat del Pallars Jussà.
Té el seu centre en el poble de Benés, i incloïa la vall alta del riu de les Esglésies, riu de Manyanet vall amunt, i de totes les seves valls subsidiàries a la capçalera. Els pobles d'Avellanos, Buira, Castellvell de Bellera, Castellnou d'Avellanos, Manyanet, el Mesull, Sentís i Vilancòs pertanyien al terme de Benés, a més de Sas, centre del Batlliu de Sas, precedent històric de l'antic municipi de Benés.

## Geografia

### Descripció geogràfica

#### Perímetre de l'antic terme

##### Límit amb l'enclavament de Larén, del terme de Senterada
S'inicia aquesta descripció en el punt on es troben el barranc de les Crastes i el barranc de la Quadra per formar el barranc de Sant Genís. És el lloc on es troben l'antic terme municipal de Benés, actualment integrat en el municipi de Sarroca de Bellera, el de la Torre de Cabdella, en el tros d'aquest terme en el qual coincideix l'antic terme amb l'actual, i el sector antic del terme de Sarroca de Bellera.
El termenal amb Larén és el mateix barranc de la Quadra, i la seva prolongació cap a llevant fins que arriba just al nord del cim de Santa Bàrbara, en un planell a 1.592,1 m. alt., a uns 250 metres de distància del cim. En aquest lloc es tornen a trobar tres termes: l'antic de Benés, Larén (és a dir, Senterada) i la Torre de Cabdella.

##### Límit amb el terme de la Torre de Cabdella
Des d'aquest punt, el termenal baixa uns 300 metres en direcció nord-est, fins a assolir la cota 1.455, al lloc anomenat les Pegueres, on, sobtadament, fa un angle recte cap al nord-oest i, sense seguir cap accident orogràfic, s'adreça quasi en línia recta al Tossal del Portell, de 1.556,1 m. alt. En aquest punt, torna a trencar cap al nord-est, per seguir una carena que porta la línia de terme fins al Coll d'Oli, de 1.526,9 m. alt., continua per la mateixa carena cap a la Collada de Pui Cavaller, de 1.593,4, i encara continua cap al Tossal de Tuiro, de 1.769,9. En aquest punt comença cap al nord la Serra de Castellnou, que va seguint sempre cap al nord, lleugerament decantant-se cap a llevant: les Roquetes del Morral, de 1.865,9, el Bony de Cortsolàs, de 2.060, la Collada de les Pales, de 2.107,8, i el Pilar de la Pala, de 2.198,1.

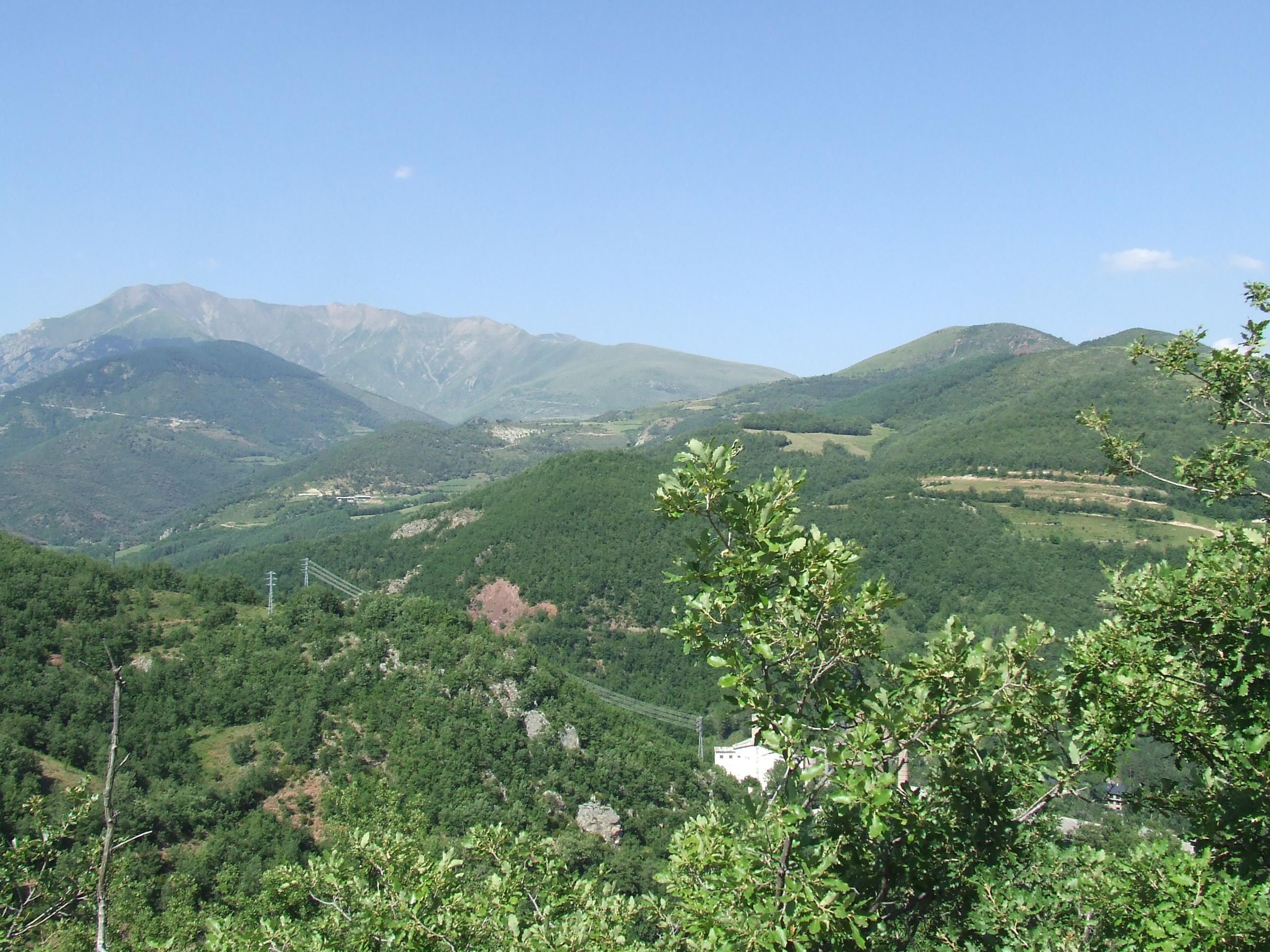
La part oriental del terme de Benés

Al Pilar de la Pala comença, sempre cap al nord, la Serra de la Pala, i el termenal la va seguint sempre muntanya amunt. Així, arriba al Tossal de la Pala Gran, de 2.303,7 m. alt., i continua pujant, ara inflexionant cap a ponent: el Tossal de les Comes de Guiró (2.462,6 m. alt.), el Tossal de les Tres Muntanyes (2.596), on es troben les serres dels Estanyets, dels Tres Pessons i la ja esmentada de la Pala. El termenal segueix la dels Tres Pessons, cap al nord-oest, i s'enfila fins al Tossal Llarg (de 2.686,4 m. alt.). Començant a baixar, ara cap al nord-nord-oest, comença a baixar cap al Serrat de Palomera, de 2.566,9 m. alt., on torna a tòrcer cap al nord-est, per adreçar-se al Port de Filià, de 2.399,9 m. alt. Sota aquest port, per la banda de llevant, és on hi havia projectada una estació d'esquí, a l'Obaga de Filià, que el 2009 ha quedat aturada a causa de la crisi econòmica.
Carenant encara, cap al nord i després cap al nord-est, el termenal s'adreça a la carena de les Raspes del Corral de Taüll, sempre al voltant dels 2.500 m. alt., i puja al Tossal de Paiasso (o Pic de Filià), de 2.772,2, fins que, just al nord-est d'aquest darrer tossal, a 2.733,4 m. alt., troba la Serra de les Cabeçades, que segueix cap al nord-oest. Passa pel Port de les Cabeçades (2.576,8) i, serra amunt, arriba al Tossal de Rus, de 2.667,7, que és el punt més al nord del terme. En aquest punt es troben els termes de Sarroca de Bellera, la Torre de Cabdella i la Vall de Boí (antic terme de Barruera).

##### Límit amb l'antic terme de Barruera (la Vall de Boí)
Del Tossal de Rus, el termenal amb la Vall de Boí emprèn la direcció sud-oest, sempre carenant: Tossal de la Mina (2.723,8 m. alt.), Tuc de Moró (2.739,1), Passada de Moró (2.626,5), Cap de les Raspes Roies (2.758,7), on arriben els telefèrics de l'Estació d'esquí de Boí-Taüll, que també arriben a diferents punts de la carena entre aquest cim i el Port d'Erta. Des d'aquí gira més cap al sud: Tuc del Montanyó (2.510,6), Pas de Llevata (2.435,6), Bony de l'Aigua Blanca (2.586,7), que és l'extrem nord de la Pica de Cervi, on torna a canviar de direcció, ara cap al nord-oest i tot seguit cap a l'oest per baixar al Port d'Erta (2.449,6) i tornar a pujar a la Pica de Cerví de Durro (2.656,4). En aquest lloc es troben els antic termes de Barruera, Durro, tots dos actualment integrats en el de la Vall de Boí, i Benés, actualment de Sarroca de Bellera.

##### Límit amb l'antic terme de Durro (la Vall de Boí)
Des del lloc anterior, el límit de l'antic terme de Benés torna a inflexionar cap al sud-oest, sempre carenant, cap al Cap dels Vedats d'Erta (2.632,6) (el terme de Sarroca no acaba d'arribar-hi, però: es queda en el coll anterior, 400 metres a llevant d'aquell cim, a 2.593,9 m. alt.), on es troba un nou triterme, ara entre Benés (ara de Sarroca de Bellera), Durro (la Vall de Boí, actualment) i Malpàs (ara del Pont de Suert).

##### Límit amb l'antic terme de Malpàs (el Pont de Suert)
Des d'aquest coll ran del Cap dels Vedats d'Erta, la línia de terme agafa ara la direcció sud-est, gairebé en línia recta i sense obeir cap accident orogràfic, i arriba a una nova carena: la de la Serra del Clotet, a 2.480 m. alt. Torna a trencar, ara cap al sud-oest, baixant per aquella carena, cap al Tossal del Clotet (2.400 m. alt.) i, sempre carena avall, segueix tot lo Caubell de Sas, cap al Tossal del Cogomar, de 1.996,9 m. alt., però dalt del qual no arriba: es queda a la cota 1.900, on torç cap a ponent, en línia recta i sense seguir cap accident orogràfic, per anar a buscar la base del Serrat Pelat i el poble d'Erta, que queda just al nord de la línia, dins del terme del Pont de Suert, i, sempre en línia recta, arriba al Tossal de Codó, de 1.754,1 m. alt.
Al Tossal de Codó, que pertany al Serrat de les Artigues, trenca cap al sud-oest i va a cercar el Coll de Fades, de 1.504,9 m. alt., des d'on, seguint una pista que discorre per aquell lloc, s'adreça cap al sud-oest, però fent un angle cap al nord-oest, en direcció al Tossal de la Menal, de 1.504,9, també. En aquest lloc, torna a canviar de direcció: ara cap al sud-est, baixa per una carena fins al riuet del Port d'Erta, que travessa a 1.240 m. alt. Continua seguint una carena allunyant-se del fons de la vall, cap al sud-est, fins a tocar la Font d'Aguilar, en el vessant nord-occidental de la Serra dels Fronts, a l'altitud de 1.450 m, on torna a tòrcer cap al sud-oest. El termenal passa pel nord-oest del Pui Ballader i del Tossal de Tous, aproximadament per la cota 1.400, i va a buscar la capçalera del barranc del Pago, a llevant del Serrat de les Pales. En aquest lloc es trobaven els termes de Benés, ara Sarroca de Bellera, amb els de Malpàs i Viu de Llevata, ara pertanyents tots dos al del Pont de Suert.

##### Límit amb l'antic terme de Viu de Llevata (el Pont de Suert)
El límit amb Viu de Llevata, breu, segueix aigües avall el barranc del Pago, dels 1.405 m. alt. fins als 1.298, quan aquest barranc entronca amb el barranc de Prat d'Hort i, tots dos, formen el barranc de les Salanques. Des d'aquest lloc, el termenal emprèn al biaix muntanya amunt en línia recta, sempre cap al sud-est, fins que puja a 1.384,8 m. alt., en el lloc per on passa la pista de Prat d'Hort, que fa un bon tros de línia de terme. Quan arriba a una carena, el termenal torç cap al nord-est durant 350 metres, fins que troba el barranc de Montevui. En aquest nou indret es troben els termenals de Benés, Sarroca de Bellera, actualment units en el terme que duu el segon d'aquests noms, i Viu de Llevata, ara pertanyent al del Pont de Suert, on ha començat aquesta descripció.

##### Límit amb el sector primigeni del terme de Sarroca de Bellera
Des del barranc de Montevui, l'antic terme, ara inexistent, entre Benés i Sarroca de Bellera emprenia cap al nord-nord-est, fins a pujar dalt del Tossal de Prat d'Hort, de 1.526,6 m. alt. Des d'aquest tossal, la línia de terme marxava cap al nord-est, de forma bastant recta, fins a arribar a la confluència del riu de Manyanet amb la Valiri, a 1.040 m. alt., des d'on girava sobtadament cap al sud-est, cap a la Collada del Santet, fent un arc cap a ponent que deixava Buira dins de Benés. Arribava a la Collada del Santet, de 1.243,2 m. alt., per la Serra de Mingo (1.210,7) i el Tossal (1.260,3).
De la Collada del Santet, anava cap a llevant per la Serra de Vilella, fins als Tossalets (1.418,9) i la Collada d'Erdo (1.404,9), on emprenia cap al nord-est, cap a la Collada de Santa Coloma (1.493,6), i, sempre per la carena cap al nord-est, cap al Pui de Far, de 1.622,5. D'aquí, encara una mica cap al nord-est, fins al Tossal de la Doïl, de 1.606,3, cap a lo Coll Permir, de 1.536,1, on torça cap al sud-est per anar a trobar la junció dels barrancs de les Crastes i de la Quadra, on ha començat aquesta descripció.

### Nuclis de població
L'antic terme de Benés, hereu del del Batlliu de Sas, tenia tot de nuclis de població: el darrer cap del municipi, Benés, l'anterior cap de districte municipal, Sas, a més d'Avellanos, Buira Castellnou d'Avellanos, Castellvell de Bellera, Manyanet, el Mesull, Sentís i Vilancòs. a més de la Mola d'Amunt, un antic molí, actualment masia, amb capella: Sant Corneli.

## Història

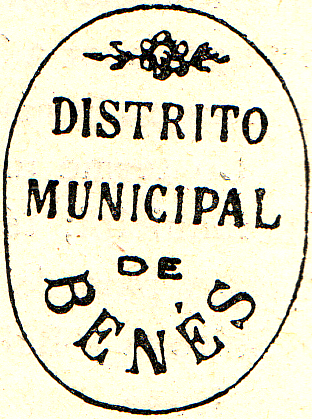
Segell municipal de Benés de vers el 1900

Fins al 1831, any d'extinció dels senyorius, Benés pertangué als barons, després comtes, d'Erill.
El 1812, a ran de la promulgació de la Constitució de Cadis, es va procedir a la creació dels ajuntaments moderns. En un primer moment, en el territori que actualment es coneix com l'antic terme municipal de Benés, es constituïren diferents ajuntaments: el de Benés i Sentís, el de Buira, el de Castellvell de Bellera, el de Manyanet, el d'Abellanos, Castellnou de Abellanos i Mas de Vilancós, i el del Batlliu de Sas. Amb la promulgació, el 1845, d'una nova llei municipal, s'hagueren de dissoldre els ajuntaments que no arribessin als 30 veïns (caps de família). El febrer del 1847 es decretava que tots aquests ajuntaments s'agrupessin en el del Batlliu de Sas. Entre tots, en aquell moment, sumaven 34 veïns. D'ells, 26 eren electors contribuents i 1, elector com a capacitat; per tant, només 26 eren elegibles. A l'ajuntament del Batlliu de Sas li pertocava 1 alcalde i 3 regidors, tots en un únic districte electoral.
En el cens del 1857 Batllía de Sas apareix amb 647 habitants i 100 cèdules personals inscrites, repartides de la manera següent: Alquerías, dos, 18 habitants i 4 cèdules; Batllía de Sas, 403 i 47; Buira, 40 i 8; Caseríos, tres, 43 i 12; Castellnóu de Avellanos, 40 i 8, Castellvell de Bellera, 35 i 7, i Mañanet, 68 i 14.
L'ajuntament, doncs, en un primer moment, s'anomenà Batlliu de Sas. El 1899, en els documents oficials l'alcalde del lloc ja signa com a alcalde constitucional de Benés. Entre 1899 i 1920, però, s'utilitza encara Batlliu de Sas, tot i que cada cop va apareixent més Benés com a nom de districte municipal. En algun cas se cita com a Batlliu de Sas (Benés), i, finalment, el 1920 ja es diu Benés (antes Batlliu de Sas. S'ha produït, ja, per tant, el canvi de nom de la municipalitat, i la capital del districte, que mantingué el nom de Benés fins que el 1972 fou agregat a Sarroca de Bellera.

### L'antic ajuntament del Batlliu de Sas
L'alcaldia del Batlliu de Sas fou exercida, al llarg dels anys, per les persones següents:
- Antoni Canut (1895-1897)
- Ramon Farré (1897)

Ja amb el nom de Benés, hi hagué els alcaldes següents:
- J. Castells (1939)
- Ramon Farré (1949)

## Festes i tradicions
Benés és dels pobles que surten esmentats a les conegudes cobles d'en Payrot, fetes per un captaire fill de la Rua a mitjan segles XIX. Deia, en el tros de Benés:
| «                | Als tres pobles del Batlliu (Sentís, Sas i Benés) Payrot no hi té habitada, perquè tothom se li'n riu i això no li pas agrada. Entre Pranera i Malpàs la digo, digo, digo, entre Pranera i Malpàs al mig troba Castellars. | » |
| — Payrot, Cobles | |   |

## Activitat econòmica
L'activitat econòmica tradicional de Benés era agrícola i ramadera, bàsicament. En l'actualitat, i en bona part pel despoblament que ha sofert el terme, les terres conreades s'han reduït al 4% del terme, i les herbes per a farratge, al 25%. Les pastures naturals han augmentat fins al 8%, i el terreny forestal, al 9%. La ramaderia és actualment la principal riquesa del terme, principalment d'ovelles, però també cavalls i eugues i una mica menys de boví, que ha anat a la baixa.
L'única activitat de caràcter industrial havia estat la de moldre: a Benés hi havia tres molins fariners: el del Casal, el de Fierro i el del Batlló.

## Serveis turístics
Ben petita és l'oferta turística de l'antic terme de Benés. Es limita a Buira, on hi ha una casa d'allotjament rural, Casa Masover, que disposa també d'apartaments turístics.